# Кубок Шотландії з футболу 2012—2013
Кубок Шотландії з футболу 2012–2013 — 128-й розіграш кубкового футбольного турніру у Шотландії. Титул здобув Селтік.

## Календар
| Раунд            | Дата                                   | Матчі | Клуби   |
| ---------------- | -------------------------------------- | ----- | ------- |
| Попередній раунд | 4 серпня 2012                          | 2     | 84 → 82 |
| Перший раунд     | 25 серпня 2012, 1 вересня 2012         | 18+3  | 82 → 64 |
| Другий раунд     | 29 вересня 2012, 6 жовтня 2012         | 16+3  | 64 → 48 |
| Третій раунд     | 3 листопада 2012, 10-13 листопада 2012 | 16+7  | 48 → 32 |
| Четвертий раунд  | 1-17 грудня 2012, 11-17 грудня 2012    | 16+4  | 32 → 16 |
| П'ятий раунд     | 2-3 лютого 2013                        | 8     | 16 → 8  |
| 1/4 фіналу       | 2-3 березня 2013                       | 4     | 8 → 4   |
| 1/2 фіналу       | 13-14 квітня 2013                      | 2     | 4 → 2   |
| Фінал            | 26 травня 2013                         | 1     | 2 → 1   |

## Четвертий раунд
| Команда 1           | Рахунок | Команда 2                 |
| ------------------- | ------- | ------------------------- |
| 1 грудня 2012       |         |                           |
| Росс Каунті         | 3:3     | Інвернесс Каледоніан Тісл |
| Абердин             | 1:1     | Мотервелл                 |
| Рейт Роверз (2)     | 2:1     | Девронвейл (5)            |
| Селтік              | 1:1     | Арброт (3)                |
| Форфар Атлетік (3)  | 2:1     | Ейр Юнайтед (3)           |
| Кілмарнок           | 2:1     | Квін оф зе Саут (3)       |
| Лівінгстон (2)      | 0:2     | Данді                     |
| Партік Тісл (2)     | 0:1     | Данфермлін Атлетік (2)    |
| Сент-Міррен         | 2:0     | Бріхін Сіті (3)           |
| Стенхаузмур (3)     | 0:1     | Фолкерк (2)               |
| Странрар (3)        | 0:5     | Данді Юнайтед             |
| Терріфф Юнайтед (5) | 1:1     | Грінок Мортон (2)         |
| 2 грудня 2012       |         |                           |
| Рейнджерс (4)       | 3:0     | Елгін Сіті (4)            |
| Гіберніан           | 1:0     | Гарт оф Мідлотіан         |
| 17 грудня 2012      |         |                           |
| Дамбартон (2)       | 1:3     | Гамільтон Академікал (2)  |
| Ковденбіт (2)       | 0:3     | Сент-Джонстон             |

Перегравання
| Команда 1                 | Рахунок | Команда 2           |
| ------------------------- | ------- | ------------------- |
| 11 грудня 2012            |         |                     |
| Мотервелл                 | 1:2     | Абердин             |
| Інвернесс Каледоніан Тісл | 2:1     | Росс Каунті         |
| 12 грудня 2012            |         |                     |
| Арброт (3)                | 0:1     | Селтік              |
| 17 грудня 2012            |         |                     |
| Грінок Мортон (2)         | 6:0     | Терріфф Юнайтед (5) |

## П'ятий раунд
| Команда 1              | Рахунок | Команда 2                 |
| ---------------------- | ------- | ------------------------- |
| 2 лютого 2013          |         |                           |
| Данді Юнайтед          | 3:0     | Рейнджерс (4)             |
| Сент-Міррен            | 2:0     | Сент-Джонстон             |
| Данфермлін Атлетік (2) | 0:2     | Гамільтон Академікал (2)  |
| Фолкерк (2)            | 4:1     | Форфар Атлетік (3)        |
| Кілмарнок              | 2:0     | Інвернесс Каледоніан Тісл |
| 3 лютого 2013          |         |                           |
| Рейт Роверз (2)        | 0:3     | Селтік                    |
| Данді                  | 5:1     | Грінок Мортон (2)         |
| Гіберніан              | 1:0     | Абердин                   |

## 1/4 фіналу
| Команда 1                | Рахунок | Команда 2   |
| ------------------------ | ------- | ----------- |
| 2 березня 2013           |         |             |
| Сент-Міррен              | 1:2     | Селтік      |
| Гамільтон Академікал (2) | 1:2     | Фолкерк (2) |
| 3 березня 2013           |         |             |
| Данді Юнайтед            | 1:2     | Данді       |
| Кілмарнок                | 2:4     | Гіберніан   |

## 1/2 фіналу
| Команда 1      | Рахунок | Команда 2   |
| -------------- | ------- | ----------- |
| 13 квітня 2013 |         |             |
| Гіберніан      | 4:3 дч  | Фолкерк (2) |
| 14 квітня 2013 |         |             |
| Данді Юнайтед  | 3:4 дч  | Селтік      |

## Фінал
| 26 травня 2013 17:00 (EEST) |

| Гіберніан | 0:3      | Селтік                  |
| --------- | -------- | ----------------------- |
|           | Протокол | Гупер 8', 31' Ледлі 80' |

| Гемпден-Парк, Глазго Глядачів: 51 254 Арбітр: Вільям Каллам |